# Аршеневский, Яков Степанович
Яков Степанович Аршеневский (ум. 1771) — нижегородский губернатор из западнорусского рода Аршеневских. Отец Н. Я. Аршеневского, П. Я. Аршеневского и И. Я. Аршеневского, дед Д. П. Татищева.

## Биография
Родился в начале XVIII в. в родовом имении Смоленской губернии; умер в 1771 году в Нижнем Новгороде. Женой его была дочь стольника Степана Лыкошина. В 1730 году поступил на государственную службу в звании дворянина посольства.
Продолжил её в пехоте. Во время русско-турецкой войны 1735-1739 годов в кампанию 1736 года был обер-квартирмейстером в армии Б. Миниха во время похода в Крым, взятия Перекопа, разорения Гезлёва и Бахчисарая.
С 1755 года состоял обер-кригс-комиссаром, а затем губернатором в Риге. При императоре Петре III Аршеневский находился в отставке, но вскоре по восшествии на престол императрицы Екатерины II, в 1764 году, он был произведён в генерал-лейтенанты и назначен губернатором в Нижний Новгород, где и скончался.